# Balázs Lontay
Balázs Károly Lontay (Budapest, 18 marzo 1984) è uno schermidore ungherese, vincitore di una medaglia d'oro ai campionati mondiali di scherma.

## Palmarès
In carriera ha conseguito i seguenti risultati:
- Mondiali di scherma

2007 - San Pietroburgo: oro nella sciabola a squadre.
2009 - Antalia: bronzo nella sciabola a squadre.
- Europei di scherma

2006 - Smirne: argento nella sciabola a squadre.